# 代勒 (萨克森-安哈尔特州)
代勒（德語：Dähre，發音：[ˈdɛːʁə]）是德国萨克森-安哈尔特州萨尔茨韦德尔-阿尔特马克县的市镇，面积78.73平方千米，2023年12月31日人口为1,391人。